# Jean Mansel
Jean Mansel (Oud-Heusden (graafschap Artesië) omstreeks 1400 - 1473 of 1474) was een geschiedschrijver en zijn meest bekende boek is La Fleur des Histoires dat hij schreef in opdracht van Filips de Goede tussen 1446 en 1451.

## Biografie
Jean was de zoon van een functionaris aan het hof van de Bourgondische hertogen in Heusden. In het spoor van zijn vader  trad ook hij in dienst van de hertogen. Volgens diverse documenten vanaf 1443 of 1444 was hij belastingontvanger voor het hertogelijk domein en van de aides  in Heusden, later in gans Artesië. Anderen plaatsen dit in 1449. Volgens een brief van Karel de Stoute van 10 augustus 1470 werd hij op rust gesteld omwille van zijn hoge ouderdom en zwakte of zoals de hertog het uitdrukte: son ancien eage et de la foiblesse et debilitation de sa personne.

## Werken

### Histoires Romaines
In opdracht van Filips de Goede schreef hij een Histoires romaines die werd afgewerkt op 19 november 1454. Dit werk verhaalt de geschiedenis van het oude Rome vanaf zijn ontstaan tot en met de regering van Domitianus. Volgens de proloog van de auteur zou het een vertaling zijn van het werk van Titus Livius, Lucanus, Sallustius en Suetonius en baseerde hij zich daarvoor op het werk van Orosius, maar eigenlijk was het grotendeels een bewerkte kopie van de vertaling van Pierre Bersuire. Mansel heeft namelijk ook toevoegingen van Bersuire aan het werk van Titus Livius zonder meer overgenomen. Mansel gebruikte daarnaast de compilatie van vertaalde Romeinse teksten uit Li Fet des Rommains compilez ensemble de Saluste, de Suetoine et de Lucan uit de dertiende eeuw, geschreven in het Oudfrans.

Van dit werk is er slechts één exemplaar bewaard gebleven en dat bevindt zich nu in de Bibliothèque de l'Arsenal met als signatuur 5087-5088. Het manuscript werd verlucht door Loyset Liédet in opdracht van Filips de goede  zoals blijkt uit een rekening van 1460: 
 140 escus d'or seront remis a Loyset Leydet, demeurant à Hesdin, enlumineur, pour 55 histoires, vignettes, grosses lettres et paraffes, que, par nostre commandement et ordonnance, il a fais au livre de Titus Livius, a nous appartenant qui est en deux volumes, et dont Jehan Mansel ; nostre receveur d'Hesdin, a fait marchié à lui de par nous... et pour le portage du dit livre de la dicte ville de Hesdin jusques en nostre ville de Bruxelles..— 140 gouden ecu's moeten worden betaald aan Loyset Leydet, verblijvend te Hesdin voor het maken van 55 grote miniaturen, vignetten, initialen en versiering volgens onze opdracht aangebracht in het boek van Titus Livius dat ons toebehoort en uit twee volumes bestaat en dat Jehan Mansel voor ons gemaakt heeft ... en voor het transport van Hesdin naar onze stad Brussel

### La fleur des histoires
Dit werk is een compilatie van diverse teksten die de wereldgeschiedenis weergeven vanaf de schepping van de wereld (volgens de Bijbel) tot de regering van Karel VI van Frankrijk. Dit werk is door de kunsthistorici nooit grondig bestudeerd op uitzondering van de studie door Guy de Poerck van 1936, volgens die auteur omdat het werk 'te dik' was en 'weinig origineel'.
Van het boek zijn twee versies bekend de eerste in drie boeken van tussen 1446 en 1451 en de tweede in vier boeken van ten laatste 1464. In de tweede versie werd het hoofdstuk over de Romeinse geschiedenis vervangen door de tekst van de Histoires romaines. Van het handschrift zijn vandaag 49 exemplaren bewaard gebleven. Het gaat heel dikwijls over luxueuze verluchtte handschriften, wat de populariteit van het werk in de 15e eeuw aantoont. De volledige tekst van het werk werd tot op vandaag niet heruitgegeven.
Voor een volledige lijst van bewaarde werken zie de sectie weblinks.

### Vita Christi
Dit derde werk van Mansel is een vertaling naar het Middelfrans van de Vita Christi van de kartuizer monnik Ludolf van Saksen.

## Weblinks
- (fr) Jean Mansel, Arlima (archives de litérature du moyen âge). Lijst van bewaarde manuscripten.
- (fr) Histoires Romaines, Bibliothèque de l'Arsenal 5088 online op Gallica
- (fr) La Fleur des histoires, Genève, Bibliothèque de Genève, Ms. fr. 64, online